# Парк Тысячелетия
Парк Тысячелетия — парк в Вахитовском районе Казани. Встречается также альтернативное название парка — «парк Миллениум».

## Расположение
Парк Тысячелетия расположен в центре Казани, поблизости от северного берега озера Нижний (Ближний) Кабан.
Территория парка ограничена улицами Салимжанова с юга, Артёма Айдинова с востока (у Баскет-холла) и Островского с севера. С запада к парку примыкает главное здание ОАО «Татэнерго».
По периметру парка установлена металлическая ограда, украшенная у семи ворот фигурами зилантов. Внутренняя зона парка полностью пешеходная. Дорожки покрыты брусчаткой.
Аллеи парка, начинающиеся у ворот, сходятся в центре, где на возвышенной площадке установлен круглый фонтан диаметром 36 метров, главным элементом которого является чаша в виде казана, поддерживаемого зилантами. Она олицетворяет старинную легенду о возникновении города Казани. Восемь зилантов установлены также по периметру фонтана. В 2005 году стоимость каждой фигуры составила около 300 тысяч рублей.

Памятник Кул Гали в парке Тысячелетия.

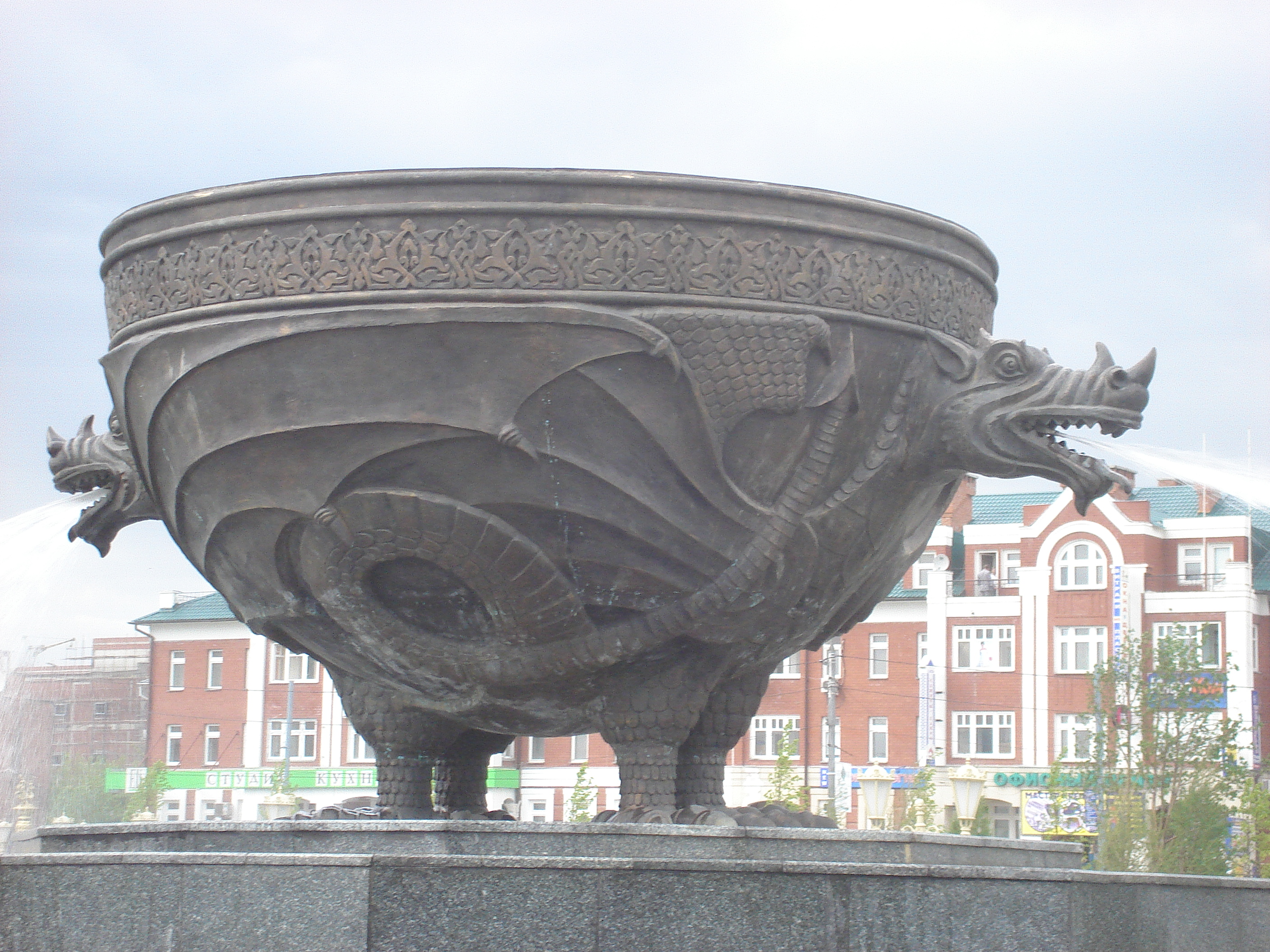
Фонтан «Казан» в парке Тысячелетия

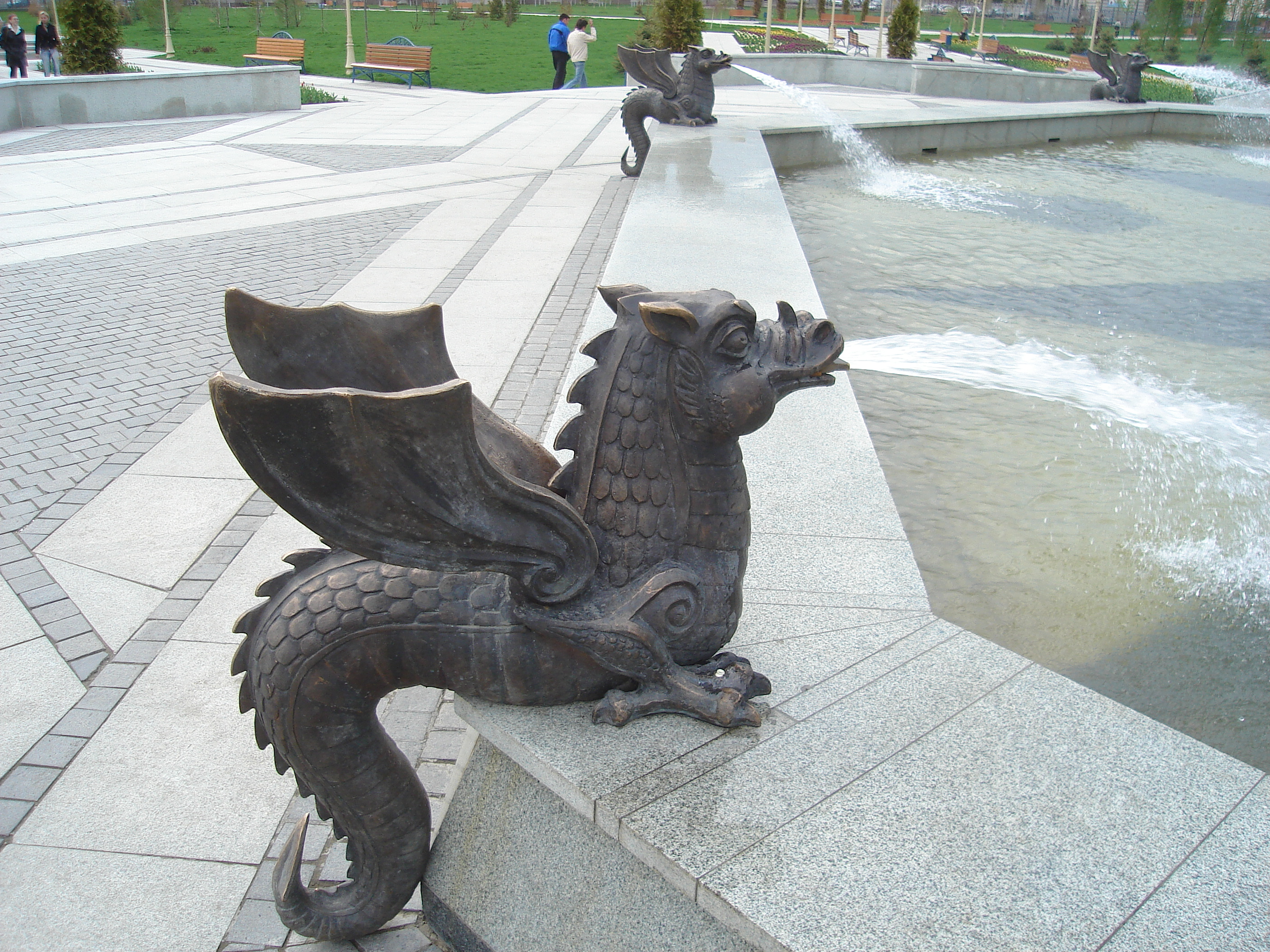
Элемент фонтана

Неподалёку от центра, посреди аллеи, ведущей к юго-восточным воротам парка, установлен памятник булгарскому поэту Кул Гали, выдающемуся представителю средневековой волжско-булгарской тюркской литературы, который погиб во время монгольского нашествия XIII века. Скульпторы памятника Андрей Балашов и Асия Минулина, архитектор Розалия Нургалеева. Открытие памятника состоялось одновременно с открытием парка в августе 2005 года.
В непосредственной близости у парка расположены остановки общественного транспорта: «Салимжанова» (троллейбус № 6) и «Айдинова» (автобусы № 1, 2, 31, 37, 47, 74, 74а, 85, 107с, троллейбусы № 6 и № 12), а в шаговой доступности расположена станция метро «Площадь Тукая».

## История
Некогда на месте парка был перекрёсток улиц Поперечно-Георгиевской (ныне улица Айдинова) и Узенькой (ныне улица Островского). Поперечно-Георгиевская улица соединяла Георгиевскую площадь, на которой стоял одноимённый храм, и Мясницкую (позднее Правокабанную) улицу у берега Нижнего Кабана. Нередко озеро выходило из берегов и этот район затапливало.
До 2000-х годов на месте парка была одноэтажная частная застройка, относящаяся к улице Дегтярной, но к 2005 году все строения были снесены по причине ветхости. Образовавшийся пустырь был благоустроен МУП «Горводзеленхоз» за короткое время — в лето 2005 года.
Открытие парка Тысячелетия было приурочено к Празднованию 1000-летия города, проводившемуся в 2005 году. 26 августа 2005 году на церемонии его торжественного открытия присутствовали главы российских регионов, которые прибыли в Казань для участия в заседании Государственного Совета России. Им было предложено посадить деревья (голубые ели) вдоль центральной аллеи парка.
Центральная (главная) аллея — аллея Тысячелетия — призвана символизировать путь тысячелетнего развития города. Все аллеи парка живописно украшены цветами и деревьями (берёзами, дубами, каштанами, липами, рябинами и елями), часть которых посажена известными жителями города и гостями столицы.

## Современное состояние
Парк Тысячелетия служит достопримечательным местом, обустроенным для прогулок казанцев и гостей города.
Поскольку парк является одним из самых молодых в Казани, его пространство не полностью засажено деревьями. А уже высаженные деревья — невысокие молодые саженцы.
По словам главного архитектора проекта парка — сотрудника ГУП «Татинвестгражданпроект» Виктора Морозова:

Парк общей площадью около 5 га. И для того, чтобы он расцвёл и зажил собственной жизнью, требуется время. Это произойдет, когда деревья приживутся и ландшафт сформируется естественным образом.
Парк поделён на функциональные зоны. Центральная зона, именуемая «Перекрёстком», символизирует роль Казани как место встречи Востока и Запада. Расположенная здесь главная площадь предназначена для проведения праздников. По замыслу авторов проекта парка, в будущем он будет состоять из нескольких садов: «Зарождение», «Восточный», «Сад Печали», «Майдан» и «Сад Любви».

## Интересные факты
- Парк посещают свадебные кортежи. Сложилась традиция, согласно которой жених и невеста вместе кидают монетки в фонтан-котёл, приговаривая пожелания.
- Периодически фигуры зилантов, расположенные у фонтана, подвергаются вандальным нападениям. Так, в 2012 году произошло четыре случая разрушения скульптур[5][6].